# Рябокляч, Иван Афанасьевич
Иван Афанасьевич Рябокля́ч (укр. Iван Опанасович Рябокляч; 1914—1999) — украинский советский писатель, драматург и журналист. Лауреат Сталинской премии третьей степени (1949).

## Биография
Родился 26 октября (8 ноября) 1914 года в селе Пивцы (ныне Кагарлыкский район, Киевская область , Украина) в семье крестьянина-бедняка. Учился в Ржищевском педагогическом техникуме. С 1933 года работал в редакциях газет в Донбассе. Участник Великой Отечественной войны. В своём творчестве писатель обращается к теме труда, молодёжи, колхозной деревни. Ему присущи реалистическая конкретность образов, лиризм, умелое использование средств юмора и сатиры.

## Творчество
- - Повесть «Золототысячник» (1948)
  - Сборники рассказов
- «Жаворонки» (1957)
- «Чайка» (1960)
- На белом коне. Рассказы. Авторизованный пер. с украинского Е. Весенина (1963).
- «Антонов Гай» (1967, русский перевод Е. Весенина — 1970)
  - Пьесы
- «На переднем крае»
- «Игорёк»
- «Живая вода»
- «Мария Заньковецкая»

## Награды и премии
- Сталинская премия третьей степени (1949) — за повесть «Золототысячник» (1948)[1]
- орден Отечественной войны II степени (21.2.1987)
- медали